# Höjdhopp för damer i friidrott vid olympiska sommarspelen 1980

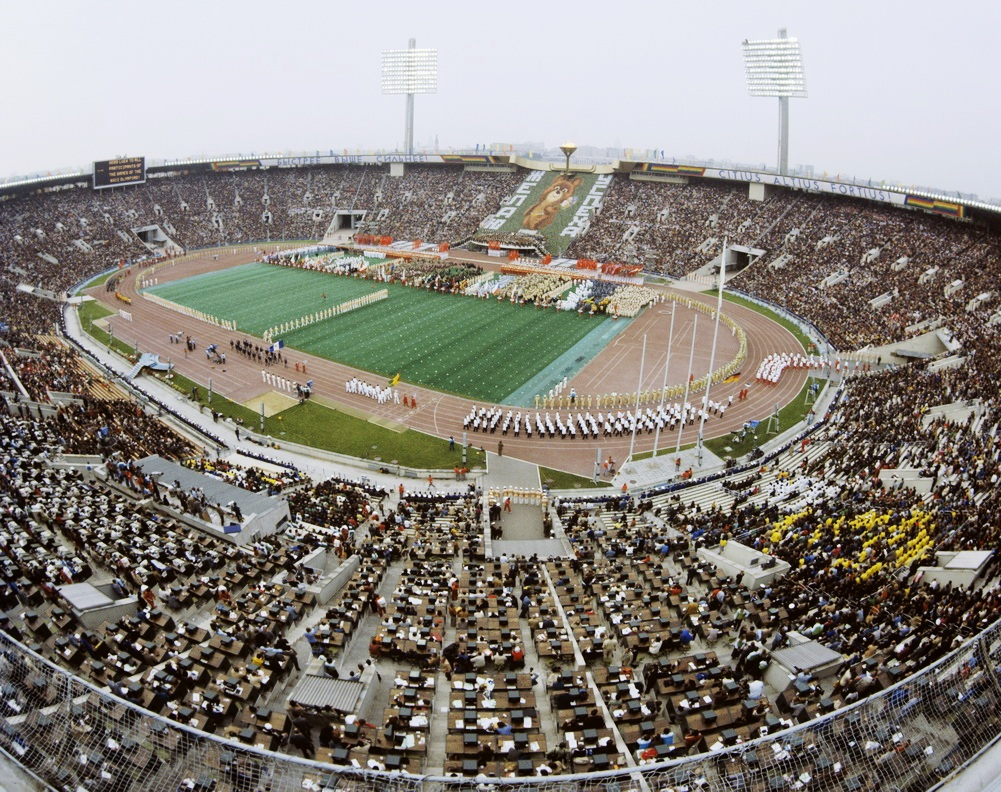
Olympiska spelen 1980, öppningsceremoni

Höjdhopp för damer vid olympiska sommarspelen 1980 i Moskva avgjordes torsdagen den 26 juli.

## Medaljörer
| Gren     | Guld                   | Guld   | Silver                 | Silver | Brons                     | Brons  |
| Höjdhopp | Sara Simeoni · Italien | 1,97 m | Urszula Kielan · Polen | 1,94 m | Jutta Kirst · Östtyskland | 1,94 m |

## Resultat

### Kvalomgång
- Hölls fredagen den 25 juli 1980

| Placering | Grupp | Idrottare                 | Höjd   |
| --------- | ----- | ------------------------- | ------ |
| 1.        | A     | Rosemarie Ackermann (GDR) | 1.88 m |
| 1.        | A     | Urszula Kielan (POL)      | 1.88 m |
| 1.        | A     | Andrea Mátay (HUN)        | 1.88 m |
| 1.        | A     | Marina Sysoeva (URS)      | 1.88 m |
| 5.        | A     | Louise Miller (GBR)       | 1.88 m |
| 5.        | B     | Chris Soetewey (BEL)      | 1.88 m |
| 7.        | A     | Tamara Bykova (URS)       | 1.88 m |
| 7.        | A     | Jutta Kirst (GDR)         | 1.88 m |
| 7.        | A     | Sara Simeoni (ITA)        | 1.88 m |
| 10.       | B     | Christine Stanton (AUS)   | 1.88 m |
| 11.       | B     | Cornelia Popa (ROM)       | 1.88 m |
| 12.       | A     | Andrea Reichstein (GDR)   | 1.88 m |
| 13.       | A     | Elzbieta Krawczuk (POL)   | 1.85 m |
| 14.       | B     | Danuta Bulkowska (POL)    | 1.85 m |
| 15.       | B     | Susanne Lorentzon (SWE)   | 1.85 m |
| 16.       | B     | Yordanka Blagoeva (BUL)   | 1.80 m |
| 16.       | B     | Marina Serkova (URS)      | 1.80 m |
| 18.       | B     | Ann-Ewa Karlsson (SWE)    | 1.80 m |
| 19.       | B     | Lidija Benedetic (YUG)    | 1.80 m |
| —         | B     | Dia Toutounji (SYR)       | NM     |

### Final
| Placering | Final                     | Höjd   |
| --------- | ------------------------- | ------ |
|           | Sara Simeoni (ITA)        | 1.97 m |
|           | Urszula Kielan (POL)      | 1.94 m |
|           | Jutta Kirst (GDR)         | 1.94 m |
| 4.        | Rosemarie Ackermann (GDR) | 1.91 m |
| 5.        | Marina Sysoeva (URS)      | 1.91 m |
| 6.=       | Andrea Reichstein (GDR)   | 1.91 m |
| 6.=       | Christine Stanton (AUS)   | 1.91 m |
| 8.        | Cornelia Popa (ROU)       | 1.88 m |
| 9.        | Tamara Bykova (URS)       | 1.88 m |
| 10.       | Andrea Mátay (HUN)        | 1.85 m |
| 11.       | Louise Miller (GBR)       | 1.85 m |
| 12.       | Chris Soetewey (BEL)      | 1.85 m |